# Thaumastocyon
Thaumastocyon es un género de carnívoro extinto de la familia de los hemiciónidos que vivieron en el Mioceno. Se han encontrado fósiles en Francia y España.